# Propsephus hoehneli
Propsephus hoehneli là một loài bọ cánh cứng trong họ Elateridae. Loài này được Linell miêu tả khoa học năm 1896.